# Зебра
Зебра (Hippotigris) је животиња која припада породици Equidae (породици коња) и која живи у централној и јужној Африци.

## Етимологија
Име зебра потиче из периода око 1600. године. Оно је изведено из италијанског, шпанског или португалског језика. Њено порекло може лежати у латинској речи equiferus што значи „дивљи коњ”; од equus („коњ”) и ferus („дивљи, неукроћени”). Постоје индикације да је Equiferus ушао у португалски као ezebro или zebro, што је првобитно било име за мистериозног (могуће дивљег) копитара у дивљини Пиринејског полуострва током средњег века. У античка времена Грци и Римљани су зебру називали hippotigris („коњски тигар”).
Реч зебра традиционално се изговарала са дугим почетним самогласником, али током 20. века изговор са кратким почетним самогласником постао је норма у Великој Британији и Комонвелту. Изговор са дугим почетним самогласником остаје стандардан у америчком енглеском. Група зебри назива се крдом.

## Особине
Дивља зебра је висине леђа око метар и двадесет пет, понекад и до метар и по, а дугачка готово два метра. Одрасле зебре теже до 300 kg и углавном се налазе у савани и ретким шумама. Длака је ишарана црно-белим попречним пругама. Тај необични плашт помаже јој да буде незапажена у савани где је због јаких сунчевих зрака контраст светлих и сеновитих зона нарочито наглашен. Глава је прилично крупна, врат кратак и мишићав, а труп снажан. Има одлична чула вида, мириса и слуха. Реп се завршава дугачким чуперком длаке. Својим изразито чврстим, пуним копитама, зебра лако трчи по каменитом тлу. У пуном трку постиже брзину од седамдесет километара на сат. Ако је нападне нека звер, брани се снажним ударцима копита и зубима и често натера у бекство нападача, поготово ако је овај сам, а није нарочито крупан. Зебру лове лавови и пегава хијена.

## Станиште
Зебра живи у мањим крдима у савани. Једна породица се обично састоји од пастува, неколико кобила и њихових ждребади. Група породица чини крдо. Дању пасе траву и одмара се у сенци неког дрвета. Кад је око њих све мирно, зебре се забављају утркивањем или се преврћу и скачу. Предвече крећу ка обалама реке или језера да би се напојиле. Тада постају опрезне, јер знају да се на тим местима редовно крију њихови непријатељи. Код зебре су вид и њух веома оштро развијени и готово увек осете приближавање звери. Због тих њених одлика, газела и остале животиње биљождери настоје да живе уз њу. Док зебре спокојно пасу, њихови пратиоци знају да нема опасности. Чим зебре ударе у бекство, и све остале животиње беже за њима.

## Размножавање
Женке имају трудноћу од отприлике 12 месеци и дају обично само једно ждребе, најчешће у току кишне сезоне. Чим се ождреби, зебрино младунче одмах стаје на ножице и тражи мајчино млеко. Нагло се развија и чим поодрасте, одмах показује своју веселу и живахну ћуд, скаче, трчи, преврће се ... Мајка га из далека надзире и сваки час дозива рзањем. Младунче је светлије него одрасле животиње и пруге су му тамносмеђе и беле. Тек кад сасвим одрасте пруге постану тамније, готово црне. Мала зебра дуго сиса млеко и тек после неколико месеци почиње да пасе меку траву и придружује се мајци и крду, кад одлазе на пашњаке.
Зебра просечно живи до тридесет година.

## Таксономија и еволуција
Зебре су класификоване у род Equus заједно са коњима и магарцима. Они су једини живи чланови породице Equidae. Обична зебра и планинска зебра традиционално су смештене у подроду Hippotigris, за разлику од Гревијеве зебре која се сматрала једином врстом подрода Dolichohippus. Гровс и Бел (2004) су све три врсте сврстали у подрод Hippotigris. Једна филогенетска студија из 2013. године је утврдила да је обична зебра ближа Гревијевој зебри него планинској зебри. Изумрла квага првобитно је класификована као посебна врста. Касније генетске студије поставиле су је у исту врсту са обичном зебром, било као подврсту или само најјужнију популацију. Молекуларни докази подржавају зебре као монофилетску лозу.
Equus потиче из Северне Америке и директно палеогеномско секвенцирање 700.000 година старе метаподијалне кости коња средњег плеистоцена из Канаде указује на старост од пре око 4,07 милиона година за најскоријег заједничког претка копитара, са распоном у опсегу од 4,0 до 4,5 mya. Коњи су се одвојили од магарца и зебри пре око 4 милиона година, а копитари су у Евроазију ушли пре око 3 милиона година. Зебре и магарци су се међусобно разишли, пре око 2,8 милиона година, а преци зебре су ушли у Африку око пре око 2,3 милиона година. Планинска зебра се одвојила од осталих врста пре око 1,75 милиона година, а обична и Гревијева зебра су се раздвојиле пре око 1,5 милиона година.
Кладограм рода Equus заснован је на раду Вилструпа и његовим сарадника (2013):

|  | Планинска зебра (E. zebra)                                                               |
|  |                                                                                          |
|  | \| \| Обична зебра (E. quagga) \| \| \| \| \| \| Гревијева зебра (E. grevyi) \| \| \| \| |
|  |                                                                                          |
|  | Обична зебра (E. quagga)                                                                 |
|  |                                                                                          |
|  | Гревијева зебра (E. grevyi)                                                              |
|  |                                                                                          |

|  | Обична зебра (E. quagga)    |
|  |                             |
|  | Гревијева зебра (E. grevyi) |
|  |                             |

|  | \| \| Кијанг (E. kiang) \| \| \| \| \| \| Кулан (E. hemionus) \| \| \| \| |
|  |                                                                           |
|  | Афрички дивљи магарац (E. africanus)                                      |
|  |                                                                           |
|  | Кијанг (E. kiang)                                                         |
|  |                                                                           |
|  | Кулан (E. hemionus)                                                       |
|  |                                                                           |

|  | Кијанг (E. kiang)   |
|  |                     |
|  | Кулан (E. hemionus) |
|  |                     |

|  | Планинска зебра (E. zebra)                                                               |
|  |                                                                                          |
|  | \| \| Обична зебра (E. quagga) \| \| \| \| \| \| Гревијева зебра (E. grevyi) \| \| \| \| |
|  |                                                                                          |
|  | Обична зебра (E. quagga)                                                                 |
|  |                                                                                          |
|  | Гревијева зебра (E. grevyi)                                                              |
|  |                                                                                          |

|  | Обична зебра (E. quagga)    |
|  |                             |
|  | Гревијева зебра (E. grevyi) |
|  |                             |

|  | \| \| Кијанг (E. kiang) \| \| \| \| \| \| Кулан (E. hemionus) \| \| \| \| |
|  |                                                                           |
|  | Афрички дивљи магарац (E. africanus)                                      |
|  |                                                                           |
|  | Кијанг (E. kiang)                                                         |
|  |                                                                           |
|  | Кулан (E. hemionus)                                                       |
|  |                                                                           |

|  | Кијанг (E. kiang)   |
|  |                     |
|  | Кулан (E. hemionus) |
|  |                     |

|  | Планинска зебра (E. zebra)                                                               |
|  |                                                                                          |
|  | \| \| Обична зебра (E. quagga) \| \| \| \| \| \| Гревијева зебра (E. grevyi) \| \| \| \| |
|  |                                                                                          |
|  | Обична зебра (E. quagga)                                                                 |
|  |                                                                                          |
|  | Гревијева зебра (E. grevyi)                                                              |
|  |                                                                                          |

|  | Обична зебра (E. quagga)    |
|  |                             |
|  | Гревијева зебра (E. grevyi) |
|  |                             |

|  | \| \| Кијанг (E. kiang) \| \| \| \| \| \| Кулан (E. hemionus) \| \| \| \| |
|  |                                                                           |
|  | Афрички дивљи магарац (E. africanus)                                      |
|  |                                                                           |
|  | Кијанг (E. kiang)                                                         |
|  |                                                                           |
|  | Кулан (E. hemionus)                                                       |
|  |                                                                           |

|  | Кијанг (E. kiang)   |
|  |                     |
|  | Кулан (E. hemionus) |
|  |                     |

|  | Планинска зебра (E. zebra)                                                               |
|  |                                                                                          |
|  | \| \| Обична зебра (E. quagga) \| \| \| \| \| \| Гревијева зебра (E. grevyi) \| \| \| \| |
|  |                                                                                          |
|  | Обична зебра (E. quagga)                                                                 |
|  |                                                                                          |
|  | Гревијева зебра (E. grevyi)                                                              |
|  |                                                                                          |

|  | Обична зебра (E. quagga)    |
|  |                             |
|  | Гревијева зебра (E. grevyi) |
|  |                             |

|  | \| \| Кијанг (E. kiang) \| \| \| \| \| \| Кулан (E. hemionus) \| \| \| \| |
|  |                                                                           |
|  | Афрички дивљи магарац (E. africanus)                                      |
|  |                                                                           |
|  | Кијанг (E. kiang)                                                         |
|  |                                                                           |
|  | Кулан (E. hemionus)                                                       |
|  |                                                                           |

|  | Кијанг (E. kiang)   |
|  |                     |
|  | Кулан (E. hemionus) |
|  |                     |

|  | Домаћи коњ (E. ferus caballus)              |
|  |                                             |
|  | Дивљи коњ Пржеваљског (E. ferus przewalski) |
|  |                                             |

|  | Планинска зебра (E. zebra)                                                               |
|  |                                                                                          |
|  | \| \| Обична зебра (E. quagga) \| \| \| \| \| \| Гревијева зебра (E. grevyi) \| \| \| \| |
|  |                                                                                          |
|  | Обична зебра (E. quagga)                                                                 |
|  |                                                                                          |
|  | Гревијева зебра (E. grevyi)                                                              |
|  |                                                                                          |

|  | Обична зебра (E. quagga)    |
|  |                             |
|  | Гревијева зебра (E. grevyi) |
|  |                             |

|  | \| \| Кијанг (E. kiang) \| \| \| \| \| \| Кулан (E. hemionus) \| \| \| \| |
|  |                                                                           |
|  | Афрички дивљи магарац (E. africanus)                                      |
|  |                                                                           |
|  | Кијанг (E. kiang)                                                         |
|  |                                                                           |
|  | Кулан (E. hemionus)                                                       |
|  |                                                                           |

|  | Кијанг (E. kiang)   |
|  |                     |
|  | Кулан (E. hemionus) |
|  |                     |

|  | Планинска зебра (E. zebra)                                                               |
|  |                                                                                          |
|  | \| \| Обична зебра (E. quagga) \| \| \| \| \| \| Гревијева зебра (E. grevyi) \| \| \| \| |
|  |                                                                                          |
|  | Обична зебра (E. quagga)                                                                 |
|  |                                                                                          |
|  | Гревијева зебра (E. grevyi)                                                              |
|  |                                                                                          |

|  | Обична зебра (E. quagga)    |
|  |                             |
|  | Гревијева зебра (E. grevyi) |
|  |                             |

|  | \| \| Кијанг (E. kiang) \| \| \| \| \| \| Кулан (E. hemionus) \| \| \| \| |
|  |                                                                           |
|  | Афрички дивљи магарац (E. africanus)                                      |
|  |                                                                           |
|  | Кијанг (E. kiang)                                                         |
|  |                                                                           |
|  | Кулан (E. hemionus)                                                       |
|  |                                                                           |

|  | Кијанг (E. kiang)   |
|  |                     |
|  | Кулан (E. hemionus) |
|  |                     |

|  | Планинска зебра (E. zebra)                                                               |
|  |                                                                                          |
|  | \| \| Обична зебра (E. quagga) \| \| \| \| \| \| Гревијева зебра (E. grevyi) \| \| \| \| |
|  |                                                                                          |
|  | Обична зебра (E. quagga)                                                                 |
|  |                                                                                          |
|  | Гревијева зебра (E. grevyi)                                                              |
|  |                                                                                          |

|  | Обична зебра (E. quagga)    |
|  |                             |
|  | Гревијева зебра (E. grevyi) |
|  |                             |

|  | \| \| Кијанг (E. kiang) \| \| \| \| \| \| Кулан (E. hemionus) \| \| \| \| |
|  |                                                                           |
|  | Афрички дивљи магарац (E. africanus)                                      |
|  |                                                                           |
|  | Кијанг (E. kiang)                                                         |
|  |                                                                           |
|  | Кулан (E. hemionus)                                                       |
|  |                                                                           |

|  | Кијанг (E. kiang)   |
|  |                     |
|  | Кулан (E. hemionus) |
|  |                     |

|  | Планинска зебра (E. zebra)                                                               |
|  |                                                                                          |
|  | \| \| Обична зебра (E. quagga) \| \| \| \| \| \| Гревијева зебра (E. grevyi) \| \| \| \| |
|  |                                                                                          |
|  | Обична зебра (E. quagga)                                                                 |
|  |                                                                                          |
|  | Гревијева зебра (E. grevyi)                                                              |
|  |                                                                                          |

|  | Обична зебра (E. quagga)    |
|  |                             |
|  | Гревијева зебра (E. grevyi) |
|  |                             |

|  | \| \| Кијанг (E. kiang) \| \| \| \| \| \| Кулан (E. hemionus) \| \| \| \| |
|  |                                                                           |
|  | Афрички дивљи магарац (E. africanus)                                      |
|  |                                                                           |
|  | Кијанг (E. kiang)                                                         |
|  |                                                                           |
|  | Кулан (E. hemionus)                                                       |
|  |                                                                           |

|  | Кијанг (E. kiang)   |
|  |                     |
|  | Кулан (E. hemionus) |
|  |                     |

|  | Домаћи коњ (E. ferus caballus)              |
|  |                                             |
|  | Дивљи коњ Пржеваљског (E. ferus przewalski) |
|  |                                             |

### Врсте
Обична или Бурчелова зебра (Equus burchellii) је једини представник Equidae на територији Зимбабвеа. У Зимбабвеу се налази у приличном броју у скоро свим националним и сафари парковима, а потиснута је са централног платоа. У скорије време се гаји на приватним ранчевима и заштићеним подручјима због своје туристичке вредности.
У Африци живе још две врсте зебри: планинска зебра (Equus zebra) и Гревијева зебра (Equus grevyi). Врсте зебри се међусобно разликују по пругама. Пруге планинске зебре су широке и наизменично црне и беле, пруге Гревијеве зебре су такође наизменично црне и беле али веома уске, док се код обичне зебре између широких црних и белих пруга налазе и светлије смеђе пруге.

## Укрштање
У ред зебри спадају и животиње настале укрштањем с магарцем или коњем (зебруле или зеброиди). Оне се, за разлику од дивље зебре, могу лако припитомити. Ти мелези могу живети и у крајевима где влада оштра клима, док дивља зебра не подноси хладноћу.